# 영류재
영류재(永類齋)은 대한민국 전라남도 곡성군 죽곡면 봉정리에 있는 건축물이다. 1988년 12월 21일 전라남도의 문화재자료 제167호로 지정되었다.

## 개요
이곳은 함안 조씨 문중에서 1917년 세운 재각으로 집안의 대소사를 의논하거나 제사를 지낼 때뿐만 아니라 마을의 노인들이 모이는 장소로 이용하고 있다.
앞면 4칸·옆면 2칸 규모의 건물로 2층 기단 위에 세워 마당보다 높다. 건물 중앙에 있는 대청마루는 사람이 모일 때 문을 위로 들어 올려 넓은 공간을 마련할 수 있게 꾸몄다. 지붕은 옆에서 보면 여덟 팔(八)자 모양의 팔작지붕이며, 건물 주위에는 각종 나무와 정원석, 연못이 있다.
나무를 다듬은 수법과 서로 짜 맞춘 기법이 매우 우수하며 전형적인 재실의 모습을 보여주는 건물로 관리와 보존이 양호하여 옛 모습을 그대로 간직하고 있다.

## 참고 문헌
- 영류재 - 국가유산청 국가유산포털